# Кучкарево
Кучкарево (мкд. Кучкарево) је насеље у Северној Македонији, у северном делу државе. Кучкарево припада општини Куманово.

## Географија
Кучкарево је смештено у северном делу Северне Македоније. Од најближег града, Куманова, село је удаљено 18 km југоисточно.
Насеље Кучкарево се налази у историјској области Средорек. Село је смештено на брдима јужно од долине реке Пчиње, на приближно 410 метара надморске висине. Јужно од села издиже се Градиштанска планина.
Месна клима је континентална.

## Прошлост
У месту је фебруара 1896. године било 10 српских кућа.

## Становништво
Кучкарево је према последњем попису из 2002. године имало 105 становника.
Већинско становништво у насељу су етнички Македонци (100%).
Претежна вероисповест месног становништва је православље.